# NGC 3490
NGC 3490 est une lointaine galaxie elliptique située dans la constellation du Lion. NGC 3490 a été découverte par l'astronome britannique Andrew Ainslie Common en 1880.

## Caractéristiques
Sa vitesse par rapport au fond diffus cosmologique est de 11 028 ± 25 km/s, ce qui correspond à une distance de Hubble de 163 ± 11 Mpc (∼532 millions d'al).
À ce jour, une mesure non basée sur le décalage vers le rouge (redshift) donne une distance d'environ 140,000 Mpc (∼457 millions d'al). Cette valeur est à l'extérieur mais compatible avec les valeurs de la distance de Hubble. Notons cependant que c'est avec la valeur moyenne des mesures indépendantes, lorsqu'elles existent, que la base de données NASA/IPAC calcule le diamètre d'une galaxie et qu'en conséquence le diamètre de NGC 3490 pourrait être d'environ 41,1 kpc (∼134 000 al) si on utilisait la distance de Hubble pour le calculer.